# Edmund Goulding
Pour les articles homonymes, voir Goulding.
Edmund Goulding, né le 20 mars 1891 à Feltham, en Angleterre, et mort le 24 décembre 1959 à Los Angeles, est un scénariste, réalisateur et compositeur de musique de film britannique.

## Biographie
Avant de passer au cinéma, Goulding était acteur, dramaturge et réalisateur sur la scène londonienne. En tant qu'acteur au début de sa carrière, Goulding est l'un des "fantômes" du film Les Trois Revenants (Three Live Ghosts) de 1922, aux côtés de Norman Kerry et Cyril Chadwick. Toujours au début des années 1920, il a écrit plusieurs scénarios pour la star Mae Murray pour des films réalisés par son mari de l'époque, Robert Z. Leonard. Goulding est surtout connu pour avoir réalisé des drames tels que Anna Karénine (Love) (1927), Grand Hotel (1932) avec Greta Garbo et Joan Crawford, Victoire sur la nuit (Dark Victory) (1939) avec Bette Davis et Le Fil du rasoir (The Razor's Edge) (1946) avec Gene Tierney et Tyrone Power. Il a également réalisé le film noir Le Charlatan (Nightmare Alley) (1947) avec Tyrone Power et Joan Blondell, et le drame d'action La Patrouille de l'aube (The Dawn Patrol). Il était également un auteur-compositeur, compositeur et producteur à succès.
Interrogé sur sa biographie de Goulding Edmund Goulding's Dark Victory (2009), l'historien du cinéma Matthew Kennedy a déclaré :

"Il a non seulement réalisé de nombreux genres de films, mais aussi assumé plusieurs fonctions sur chaque plateau. Bien qu'il ne s'attribue généralement pas le mérite, il a co-écrit de nombreux scénarios, composé de la musique accessoire, produit, voire consulté sur le maquillage, les costumes et la coiffure. Son seul angle mort dans la production semble être la caméra... Lors du tournage d'une scène, Eddie avait l'intention de capturer les meilleurs et les plus véridiques des interprètes, mais il a laissé la mécanique du tournage à ses caméramen... il semblait habile à tout — comédie (Si ma moitié savait ça (Everybody Does It), Cinq mariages à l'essai (We're Not Married!)), drames (Grand Hotel), relations familiales (White Banners, Claudia), guerre (The Dawn Patrol, We Are Not Alone), psychiatrie (The Flame Within), le show business (Blondie of the Follies), les relations hommes-femmes (The Devil's Holiday, Quand une femme aime (Riptide)), ou encore l'existentialisme (Le Fil du rasoir (The Razor's Edge)) et les arts obscurs du spiritisme Le Charlatan (Nightmare Alley)."
Avec Jack Conway, Goulding détient le record d'avoir réalisé le plus de films nommés pour le meilleur film sans jamais recevoir de nomination pour le meilleur réalisateur, avec trois films : Grand Hotel, qui a obtenu la récompense, Dark Victory et The Razor's Edge.
Bien que marié, Edmund Goulding ne faisait pas mystère de son homosexualité.
Goulding est décédé lors d'une opération cardiaque au Centre médical Cedars-Sinaï de Los Angeles. Il a été enterré au Forest Lawn Memorial Park à Glendale, en Californie.

## Filmographie partielle

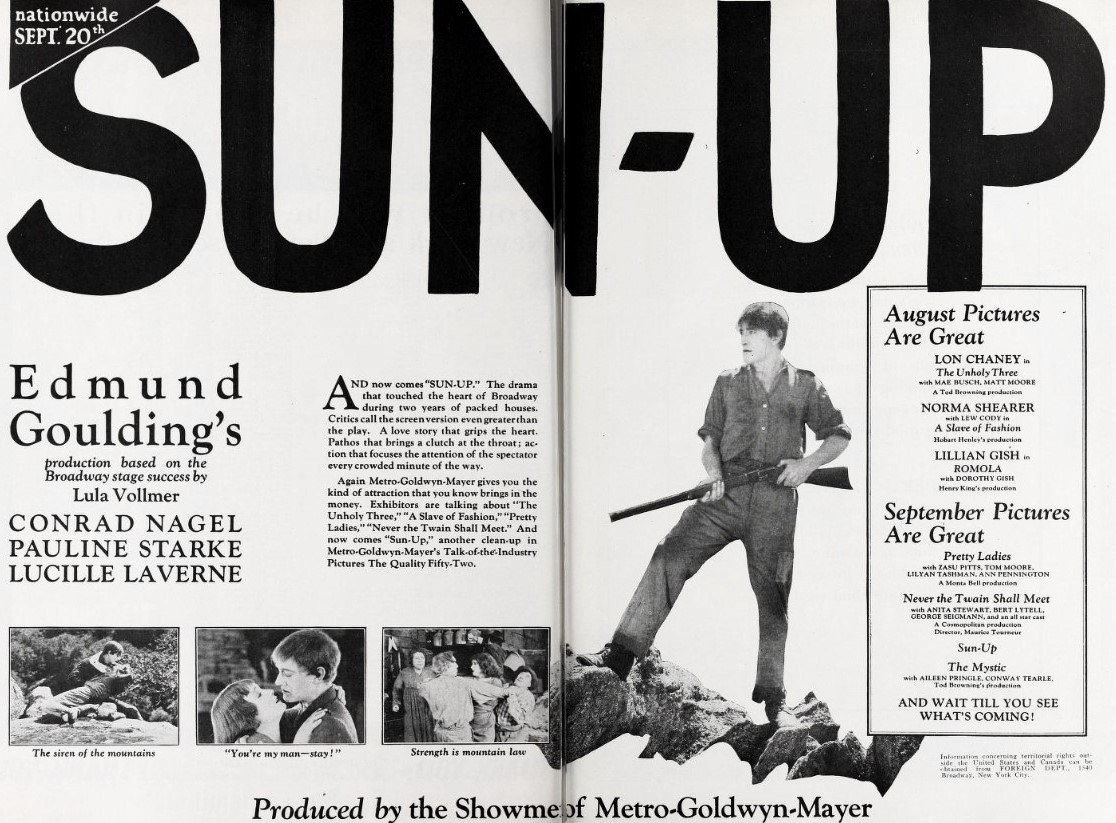
Sun-Up (1925).

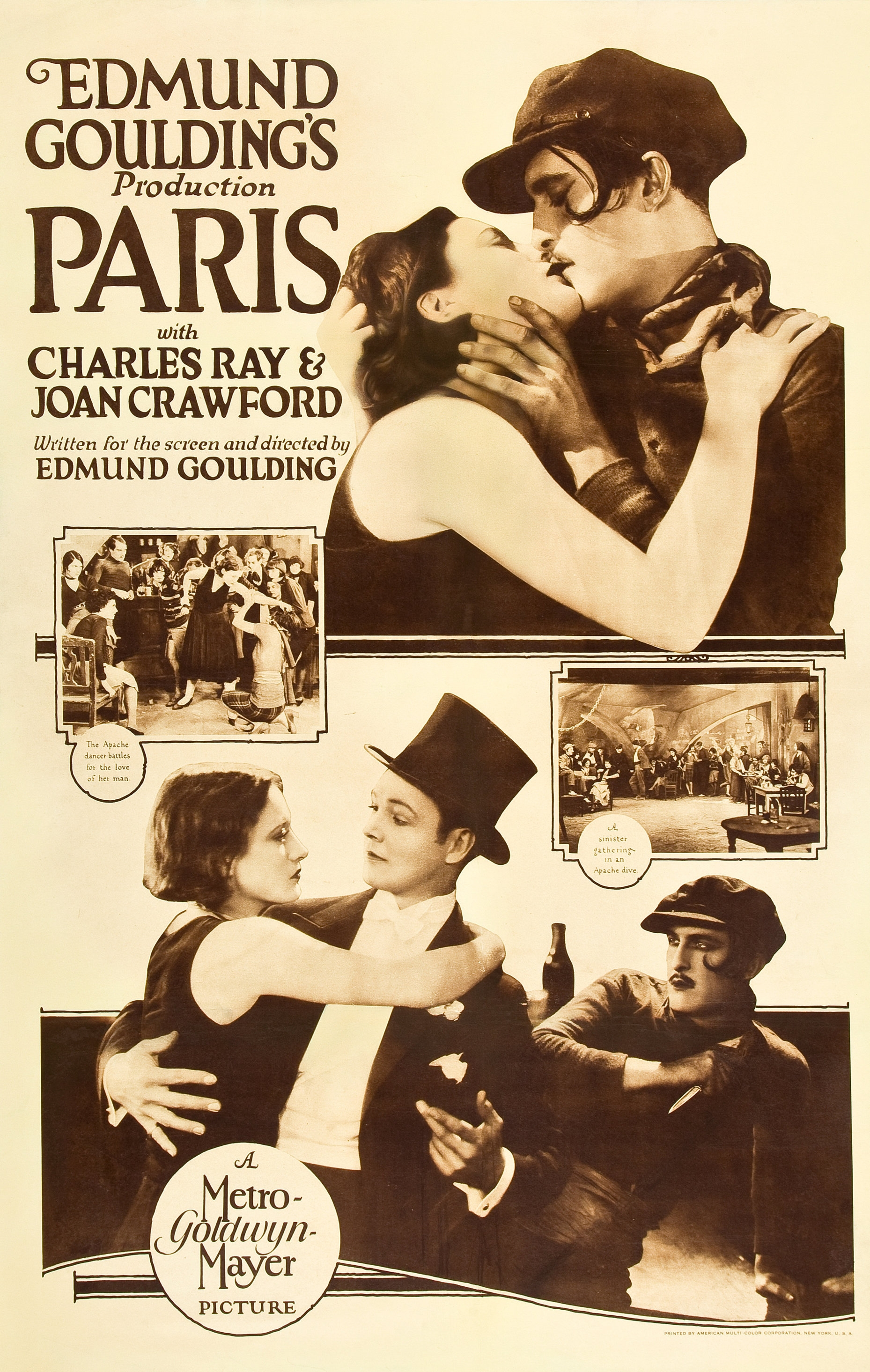
Paris (1926).

### Réalisateur
- 1922 : Les Trois Revenants (Three Live Ghosts)
- 1925 : Poupées de théâtre (Sally, Irene and Mary)
- 1925 : Sun-Up
- 1926 : Paris
- 1927 : Anna Karénine (Love)
- 1928 : La Reine Kelly (Queen Kelly) -  film inachevé d'Erich von Stroheim
- 1929 : L'Intruse (City Girl)
- 1930 : Paramount on Parade - film à sketches
- 1930 : The Devil's Holiday
- 1930 : Les Anges de l'enfer (Hell's Angels) - Non crédité
- 1930 : Pour décrocher la lune (Reaching for the Moon)
- 1931 : L'Ange de la nuit (The Night Angel)
- 1932 : Grand Hotel
- 1932 : La Reine des girls (Blondie of the Follies)
- 1934 : Quand une femme aime (Riptide)
- 1935 : The Flame Within
- 1937 : Une certaine femme (That Certain Woman)
- 1938 : La Femme errante (White Banners)
- 1938 : La Patrouille de l'aube (The Dawn Patrol)
- 1939 : Victoire sur la nuit (Dark Victory)
- 1939 : La Vieille Fille (The Old Maid)
- 1939 : Nous ne sommes pas seuls (We Are Not Alone)
- 1940 : Voyage sans retour (Til We Meet Again)
- 1941 : Le Grand Mensonge (The Great Lie)
- 1943 : Et la vie recommence (Forever and a Day)
- 1943 : Tessa, la nymphe au cœur fidèle (The Constant Nymph)
- 1943 : Claudia
- 1946 : L'Emprise (Of Human Bondage)
- 1946 : Le Fil du rasoir (The Razor's Edge)
- 1947 : Le Charlatan (Nightmare Alley)
- 1947 : L'Extravagante Miss Pilgrim (The Shocking Miss Pilgrim) - Non crédité
- 1949 : Si ma moitié savait ça (Everybody Does It)
- 1950 : La Bonne Combine (Mister 880)
- 1952 : Cinq mariages à l'essai (We're Not Married!)
- 1953 : Down Among the Sheltering Palms
- 1956 : L'Enfant du divorce (Teenage rebel)
- 1958 : Mardi Gras

### Scénariste
- 1920 : La Fille de Malone (A Daughter of Two Worlds) de James Young
- 1921 : David l'endurant (Tol'able David), de Henry King
- 1922 : La Rencontre (Till We Meet Again) de Christy Cabanne
- 1922 : La Rose de Broadway (Broadway Rose) de Robert Z. Leonard
- 1923 : Dark Secrets de Victor Fleming
- 1923 : Le Châle aux fleurs de sang (The Bright Shawl) de John S. Robertson
- 1923 : Le Vengeur (Fury) de Henry King
- 1925 : Poupées de théâtre (Sally, Irene and Mary)
- 1925 : Destruction ! (Havoc), de Rowland V. Lee
- 1925 : Dansons! (The Dancers) d'Emmett J. Flynn
- 1926 : Paris
- 1928 : La Reine Kelly (Queen Kelly), d'Erich von Stroheim
- 1929 : L'Intruse (The Trespasser)
- 1929 : Broadway Melody (The Broadway Melody), de Harry Beaumont
- 1930 : The Devil's Holiday
- 1930 : Pour décrocher la lune (Reaching for the Moon)
- 1932 : Un mauvais garçon (No Man of Her Own), de Wesley Ruggles
- 1937 : Une certaine femme (That Certain Woman)

### Producteur
- 1929 : L'Intruse (The Trespasser)
- 1943 : Et la vie recommence (Forever and a Day)

### Compositeur de musique de film
- 1929 : L'Intruse (The Trespasser) - Chanson Love, Your Magic Spell is Everywhere - Musique non originale
- 1930 : The Devil's Holiday - Chanson You Are A Song - Musique non originale
- 1946 : Le Fil du rasoir (The Razor's Edge) - Chanson